# Xylothamia parrasana
Xylothamia parrasana là một loài thực vật có hoa trong họ Cúc. Loài này được (S.F.Blake) G.L.Nesom miêu tả khoa học đầu tiên năm 1990.